# Hermbstaedtia fleckii
Hermbstaedtia fleckii är en amarantväxtart som först beskrevs av Schinz, och fick sitt nu gällande namn av John Gilbert Baker och Charles Baron Clarke. Hermbstaedtia fleckii ingår i släktet Hermbstaedtia och familjen amarantväxter. Inga underarter finns listade i Catalogue of Life.